# Church Eaton
Church Eaton is een civil parish in het Engelse graafschap Staffordshire.